# Lesná, Třebíč
Lesná là một làng thuộc huyện Třebíč, vùng Vysočina, Cộng hòa Séc.